# Panorpa sentosa
Panorpa sentosa är en näbbsländeart som beskrevs av George W. Byers 1997. Panorpa sentosa ingår i släktet Panorpa och familjen skorpionsländor. Inga underarter finns listade i Catalogue of Life.